# Hrabovec
Hrabovec (in ungherese Rabóc, on tedesco Grabholz) è un comune della Slovacchia facente parte del distretto di Bardejov, nella regione di Prešov.

## Storia
Il villaggio viene citato per la prima volta nel 1338 quale possedimento della Signoria di Kurima. Nel 1352 passò ai nobili Cudar e nel 1427 alla Signoria di Makovica seguendone poi le sorti.